# Museo Nacional de la Construcción
El museo nacional de la Construcción (NBM, siglas en inglés para National Building Museum) es un museo de «arquitectura, diseño, ingeniería, construcción y urbanismo» situado en el 401 F Street NW en Washington D. C., Estados Unidos. Fue creado por una ley del Congreso en 1980, y es una organización sin ánimo de lucro; está al lado del National Law Enforcement Officers Memorial y de la estación de Metro de Judiciary Square. El museo alberga varias exposiciones temporales en galerías alrededor del espacioso Great Hall.
El edificio, completado en 1887, sirvió como el Pension Building, albergando el United States Pension Bureau, y allí se celebraron varios bailes inaugurales presidenciales. Es un importante y temprano ejemplo a gran escala de la arquitectura neorrenacentista, y fue designado Hito Histórico Nacional en 1985.

## Pension Building
El museo nacional de la Construcción se encuentra en el antiguo edificio del United States Pension Bureau, una estructura de ladrillos completada en 1887 y diseñada por Montgomery C. Meigs, el intendente general del Ejército de los Estados Unidos. Es notable por varios elementos arquitectónicos, incluidas las espectaculares columnas interiores y un friso esculpido por Caspar Buberl, que rodea el exterior del edificio y representa a soldados de la Guerra de Secesión en escenas que recuerdan en cierto modo a la Columna de Trajano y al «friso de los jinetes» del Partenón. El amplio interior, que mide 96 × 35 m, se ha usado para celebrar bailes de inauguración presidenciales; hay un sello presidencial en el suelo cerca de la entrada sur.

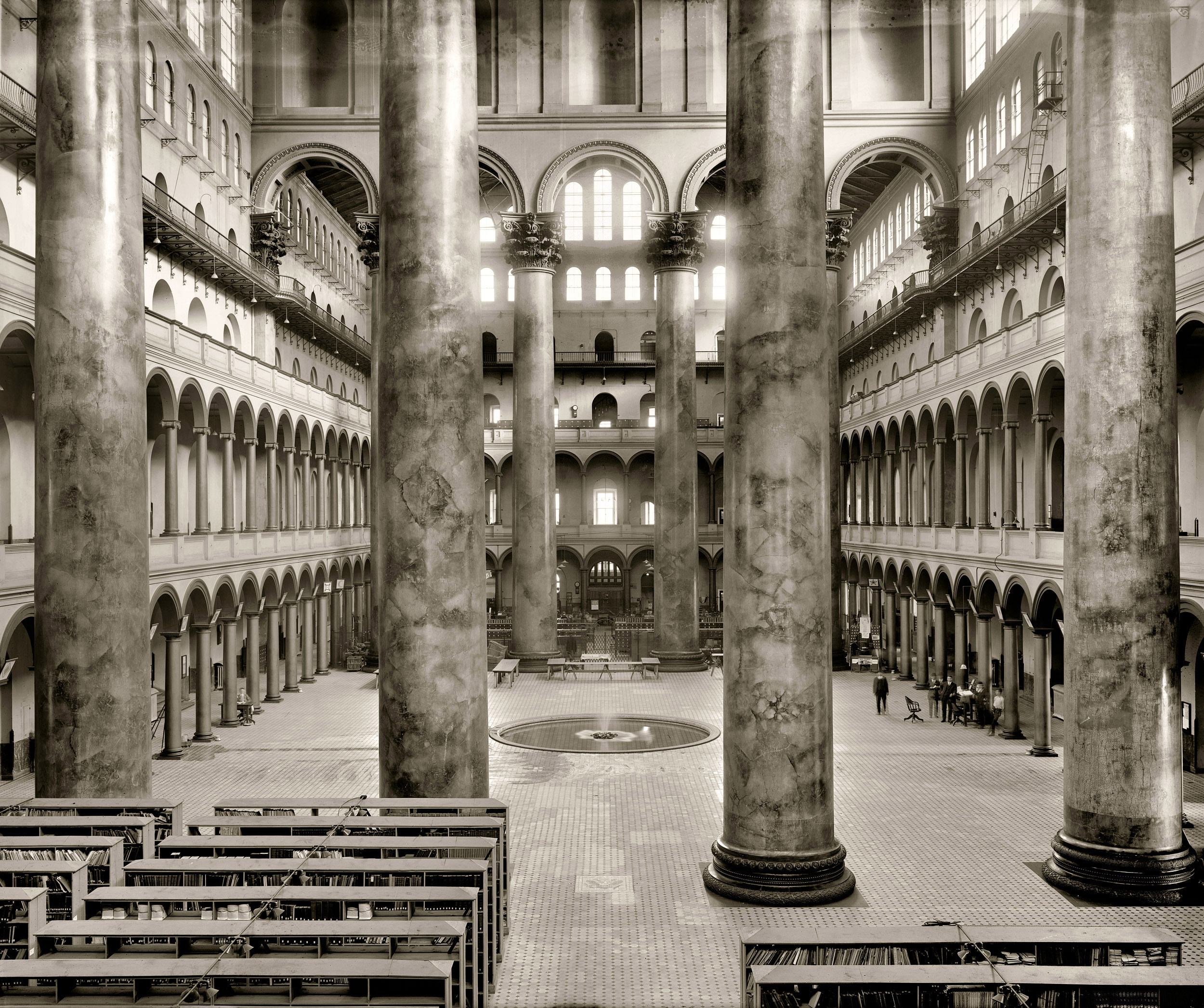
Interior del Pension Building, ca. 1918.

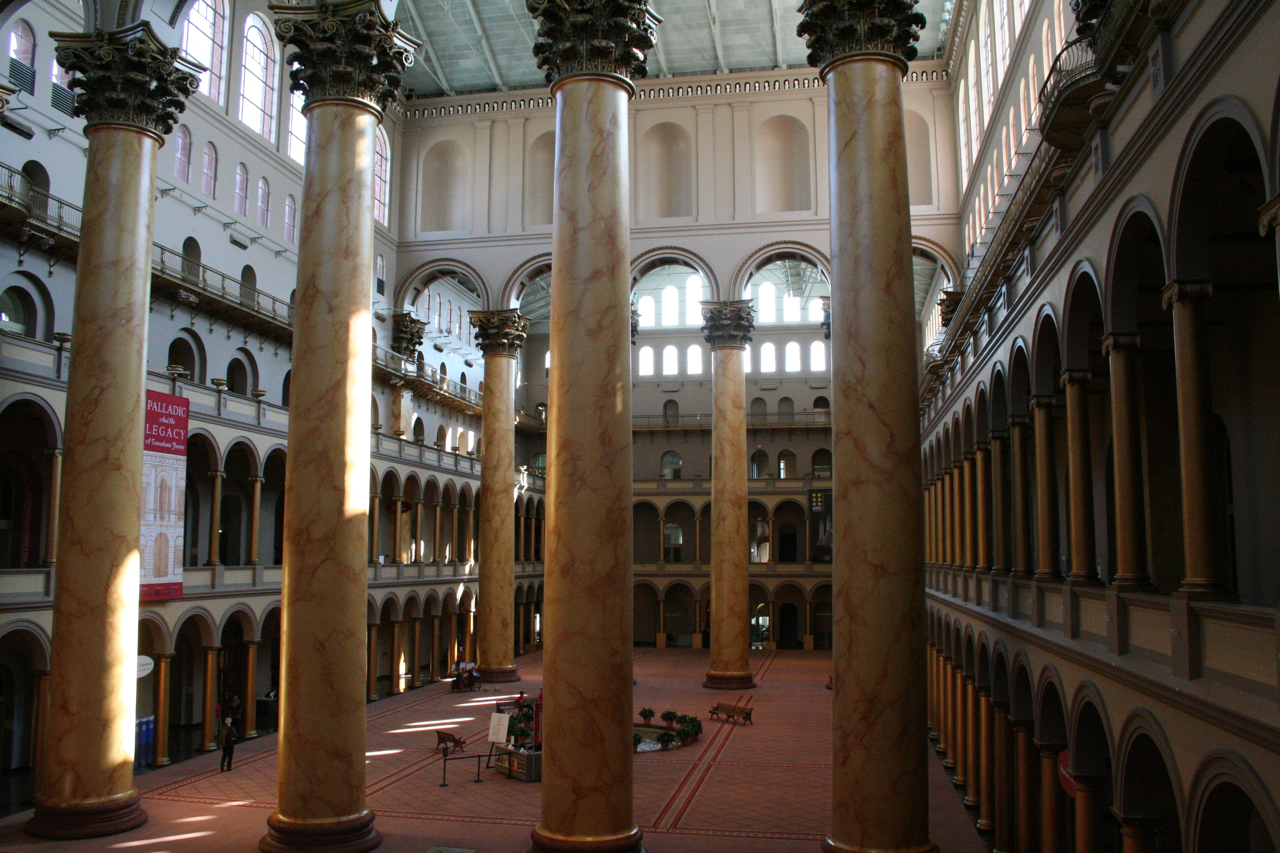
Las columnas corintias del museo nacional de la Construcción están entre las más grandes del mundo con 23 m de altura y 2.4 m de diámetro.

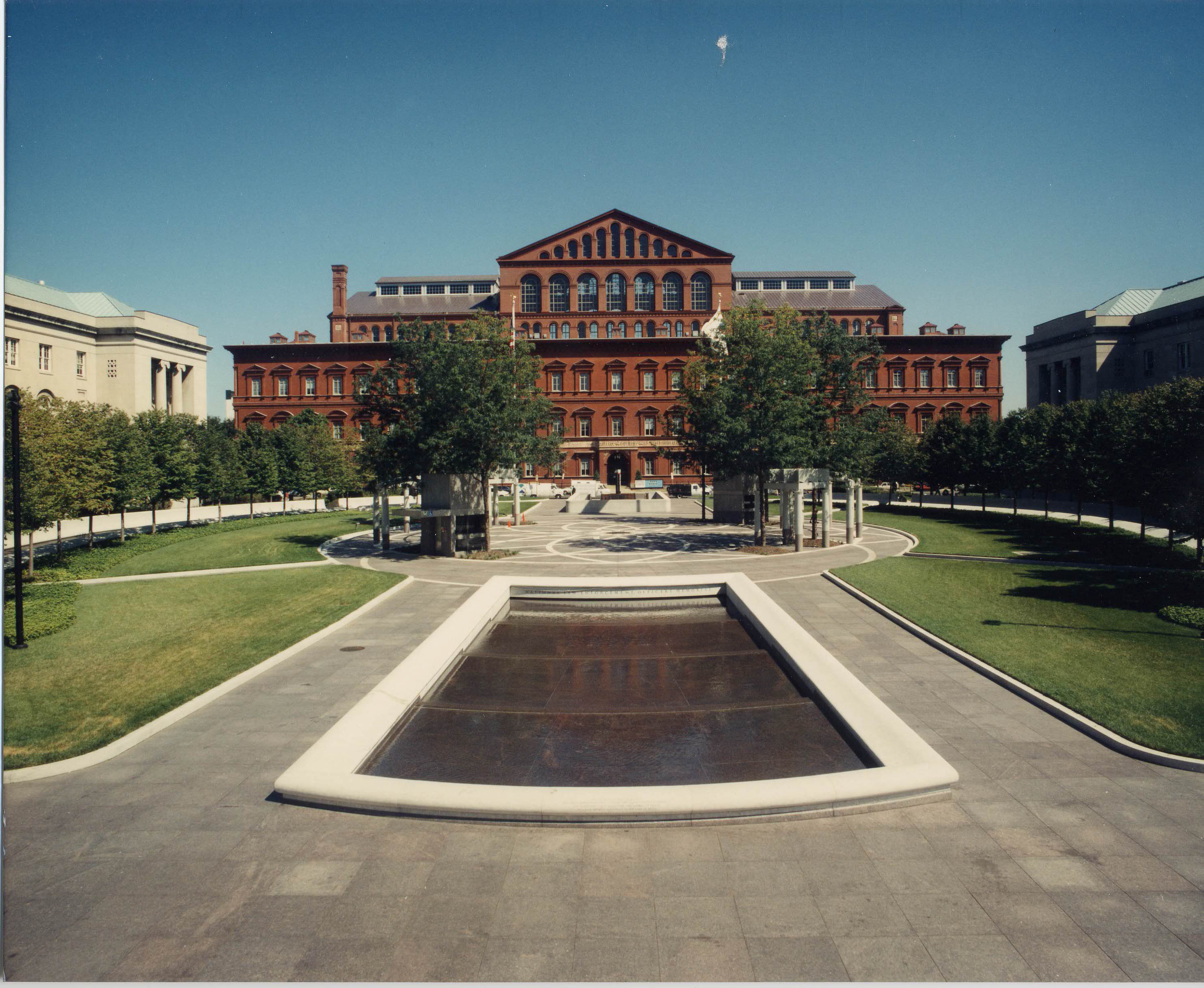
El museo nacional de la Construcción desde el National Law Enforcement Officers Memorial (F Street NW).

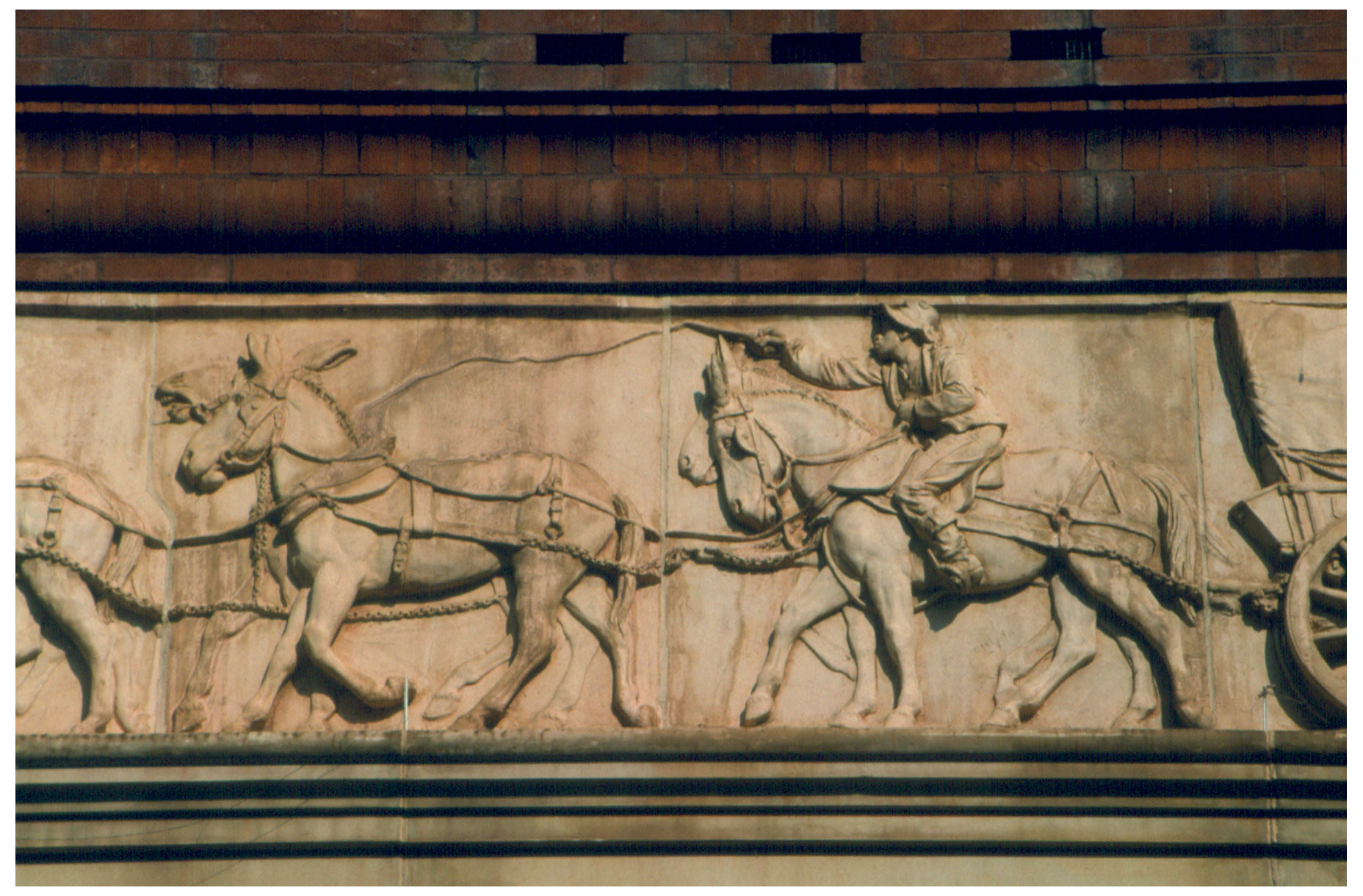
El teamster negro en el friso exterior.

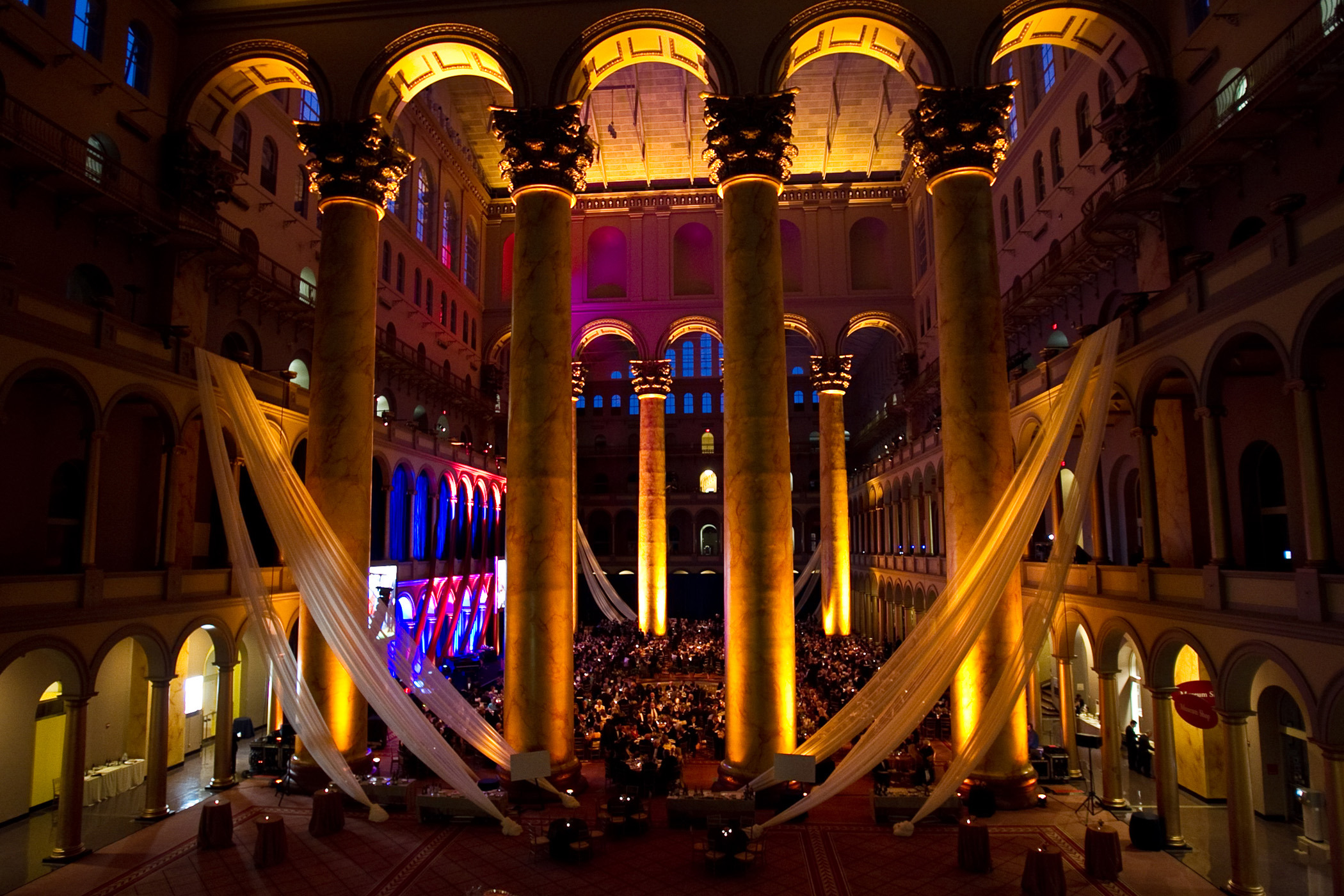
El Great Hall durante la ceremonia de entrega de los Honor Award de 2010.

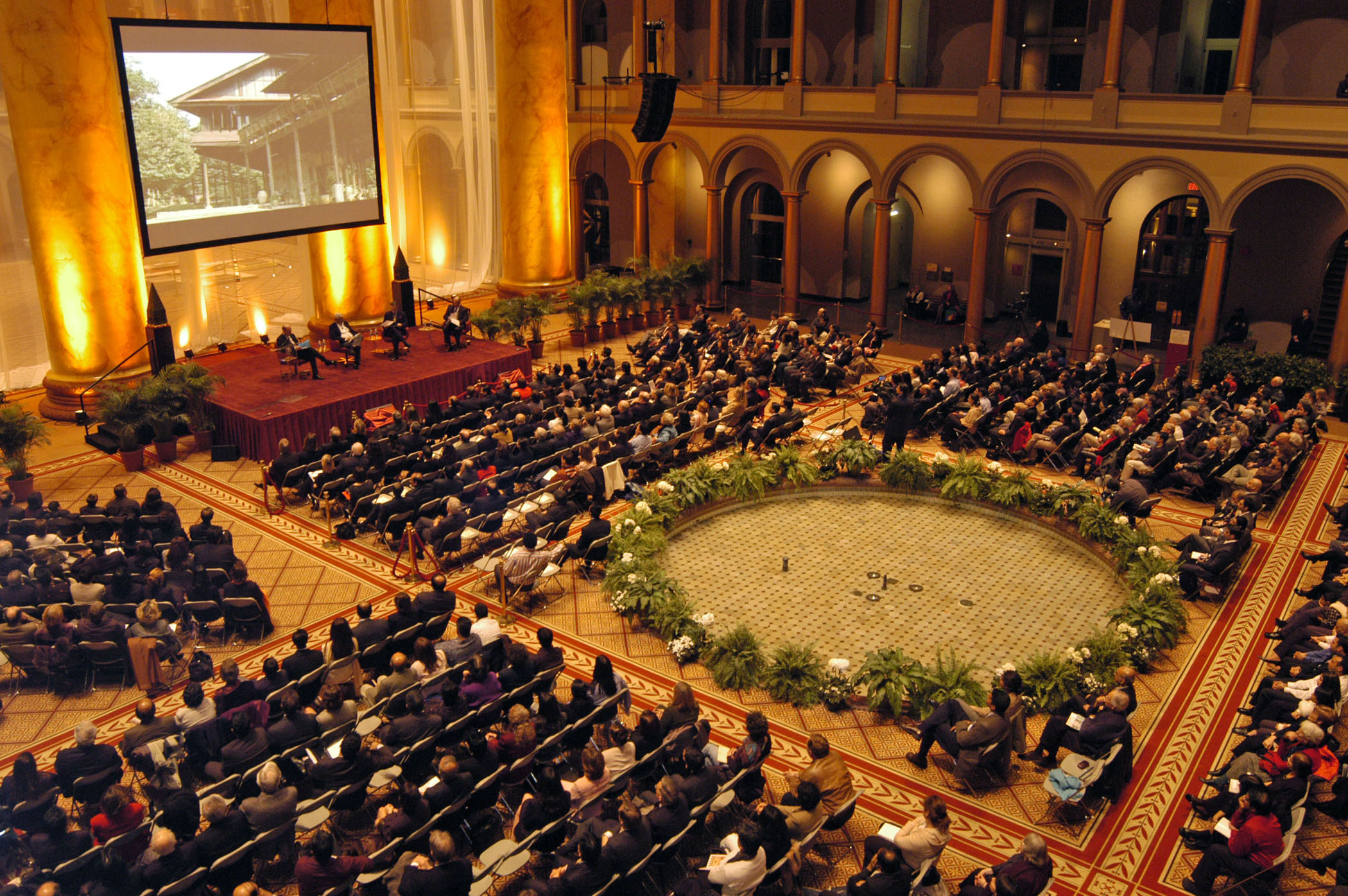
La ceremonia de entrega del Vincent Scully Prize de 2005.

Tras la Guerra de Secesión, el Congreso de los Estados Unidos aprobó una legislación que amplió enormemente la cobertura de pensiones para los veteranos y sus descendientes y dependientes, especialmente sus viudas y huérfanos. El número de trabajadores necesarios para implementar y administrar el nuevo sistema de beneficios se disparó a más de mil quinientos, y rápidamente se hizo necesario un nuevo edificio desde el que gestionarlo todo. Meigs fue escogido para diseñar y construir este nuevo edificio. Se apartó de los establecidos modelos greco-romanos que habían sido la base de los edificios gubernamentales de Washington hasta entonces y que continuaron siéndolo después de la finalización del Pension Building: Meigs basó su diseño en precedentes del Renacimiento italiano, especialmente el Palazzo Farnese y el Palazzo della Cancelleria de Roma.
En su diseño estaba incluido un friso esculpido por Caspar Buberl. Debido a que una escultura de ese tamaño estaba fuera del presupuesto de Meigs, hizo que Buberl creara veintiocho escenas diferentes, con una longitud total de veintiún metros, que posteriormente fueron mezcladas y modificadas ligeramente para crear el continuo desfile de 365 metros de longitud y más de mil trescientas figuras. Debido a que las veintiocho secciones están modificadas y mezcladas, solo se aprecia con un examen cuidadoso que el friso se compone de las mismas figuras repetidas varias veces. La escultura incluye infantería, armada, artillería, caballería y contingentes médicos, así como una buena parte de las funciones de suministro y de intendencia, porque fue en esa categoría en la que Meigs había servido durante la Guerra de Secesión. La correspondencia de Meigs con Buberl revela que Meigs insistió en que se incluyera un teamster, que «debía ser negro, un esclavo de plantación liberado por la guerra», en el panel del intendente. Esta figura finalmente asumió una posición central, sobre la entrada oeste del edificio.
Construido antes del desarrollo de la ventilación artificial moderna, el edificio fue diseñado para maximizar la circulación del aire: todas las oficinas no solo tenían ventanas exteriores, sino que también se abrían hacia el patio, que fue diseñado para admitir aire frío en la planta baja y expulsar aire caliente en la azotea. Hechas de ladrillos y azulejos, las escaleras fueron diseñadas teniendo en cuenta las limitaciones de los discapacitados y los veteranos mayores: tenían un ascenso gradual con escalones bajos. Además, cada escalón tenía una ligera inclinación desde atrás hacia adelante para permitir un fácil drenaje: cada tramo se podía limpiar fácilmente vertiendo agua desde la parte superior.
Cuando le pidieron a Philip Sheridan que comentara el edificio, su respuesta mordaz se hizo eco del sentimiento negativo de gran parte del establishment de Washington de la época: «Una pena que esa maldita cosa sea a prueba de fuego». También se atribuye una cita similar a William Tecumseh Sherman, arrojando quizá dudas sobre la veracidad de la historia de Sheridan. El edificio completado, llamado a veces Meigs Old Red Barn («el viejo granero rojo de Meigs»), necesitó más de quince millones de ladrillos, que, según la leyenda urbana de la época, fueron contados uno a uno por el parsimonioso Meigs.

## Transformación en museo
El edificio se usó como oficinas del gobierno federal hasta los años sesenta, cuando había caído en mal estado y se consideró su demolición. Después de la presión de los conservacionistas, el gobierno encargó un informe al arquitecto Chloethiel Woodard Smith sobre los posibles usos del edificio. Su informe de 1967 sugería un museo dedicado a la construcción. El edificio fue posteriormente incluido en el Registro Nacional de Lugares Históricos en 1969. En 1980, el Congreso creó el National Building Museum como una institución privada sin ánimo de lucro. El propio edificio fue renombrado oficialmente National Building Museum en 1997.

### Tienda del museo
La tienda del museo nacional de la Construcción fue reconocida en 2007 como la «mejor tienda de museo» del país por la revista Niche, la «mejor tienda de museo» de la región por The Washington Post, una «tienda top» por The Washingtonian, y nombrada mejor tienda de museo de Washington por el blog de National Geographic Traveler, Intelligent Travel, en julio de 2009. En 2010, The Huffington Post incluyó al museo nacional de la Construcción en un artículo, Museums with Amazing Gift Shops («Museos con asombrosas tiendas de regalos»). La tienda del museo vende libros sobre el entorno construido, artículos para el hogar, juguetes educativos, relojes y objetos de oficina, todos ellos con un énfasis en el diseño.

## Política
El 7 de junio de 2008, Hillary Clinton suspendió su campaña para las primarias del Partido Demócrata con un mitin de despedida en el interior del museo. Varias de las citas más reconocidas de Clinton fueron pronunciadas por primera vez en este momento ante varios cientos de partidarios, incluida «si podemos enviar a cincuenta mujeres al espacio, algún día enviaremos a una mujer a la Casa Blanca».

## Premios
El museo nacional de la Construcción concede tres premios anuales: el Honor Award para individuos y organizaciones que han realizado importantes contribuciones al patrimonio construido de los Estados Unidos; el Vincent Scully Prize, que reconoce el ejercicio profesional, los estudios académicos o críticas en arquitectura, conservación y diseño urbano; y el Henry C. Turner Prize for Innovation in Construction Technology, que reconoce el liderazgo e innovación en el campo de los métodos y procesos de construcción.

## Programas educativos
Investigating Where We Live es un programa de verano para adolescentes del área metropolitana de Washington. Los estudiantes pasan cuatro semanas en equipos provistos de cámaras y cuadernos de dibujo para descubrir las comunidades locales. Los estudiantes reciben una introducción a la fotografía y posteriormente investigan los barrios de Washington documentando la historia, los monumentos y las zonas residenciales; de esta manera, determinan la identidad de la comunidad. Las fotografías, dibujos y escritos originales se incorporan a una exposición del museo. Desde 1996, más de quinientos estudiantes han participado en este programa. Entre las exposiciones previas se encuentra Investigating Where We Live: Recapturing Shaw's Legacy, que informaba a los estudiantes de secundaria sobre el barrio de Shaw.